# 清水一郎 (俳優)
清水 一郎（しみず いちろう、1899年11月25日 - 1988年7月27日）は、日本の俳優。本名は清水長一。

## 人物
1899年（明治32年）11月25日、東京府東京市日本橋区（現在の東京都中央区）に生まれる。
1919年（大正8年）に慶応義塾商工学校を卒業後、日本郵船に勤務するが、新劇俳優を志して創作劇場に参加する。後に新派の伊井蓉峰一座に入る。
1926年（大正15年）10月4日、白井松次郎の紹介で松竹蒲田撮影所に入社。『近代女房改造』などの作品で栗島すみ子と共演、『恋のキャンプ』『民族の叫び』などに準主役で出演したのち脇役に回る。戦後も松竹大船撮影所作品に助演、1954年（昭和29年）に日活に転じ、1956年（昭和31年）には東宝と契約を結ぶ。
1988年（昭和63年）7月27日、死去。88歳没。
吉住小勝吾の名で長唄の名取も務めていた。

## 出演作品

### 映画
- 近代女房改造（1927年、松竹キネマ）
- 青春交響楽（1928年、松竹キネマ） - 山野浩
- 民族の叫び（1928年、松竹キネマ）
- お光の縁談（1946年、松竹） - 八木
- 風の中の牝雞（1948年、松竹） - 古川
- わが生涯のかがやける日（1948年、松竹）
- 四人目の淑女（1948年、松竹） - 服部
- 晩春（1949年、松竹） - 「多喜川」の亭主
- 悲しき口笛（1949年、松竹）
- 醜聞（1950年、松竹） - 荒井
- 長崎の鐘（1950年、松竹） - 吉崎医学士
- てんやわんや（1950年、松竹） - 番頭川田
- 情熱のルムバ（1950年、松竹） - 三輪重信
- めし（1951年、東宝） - 初之輔の同僚
- 東京のお嬢さん（1951年、松竹） - 毛並総務部長
- 三等重役（1952年、東宝） - 高野営業部長
- 伊豆の艶歌師（1952年、松竹） - スイバレの力
- 多羅尾伴内シリーズ（東映）
  - 片目の魔王（1953年） - 古川仙之助
  - 曲馬団の魔王（1954年） - 横川善平
- お嬢さん社長（1953年、松竹） - 赤倉千造
- 君の名は 第三部（1954年、松竹） - 編集長
- かくて夢あり（1954年、日活） - バンドマスター
- 愛と死の谷間（1954年、日活） - 公安庁係員
- 泥だらけの青春（1954年、日活） - 所長
- 初姿丑松格子（1954年、日活） - 新辰の留五郎
- 俺の拳銃は素早い（1954年、日活） - 鼻眼鏡の男
- 生きとし生けるもの（1955年、日活） - 営業課長
- 狼（1955年、近代映画協会）
- 春の夜の出来事（1955年、日活） - ホテルの支配人
- 江戸一寸の虫（1955年、日活） - 上月小藤太
- 続警察日記（1955年、日活） - 運吉
- 銀心中（1956年、日活） - 伊東の店の主人
- 殉愛（1956年、東宝） - 飛行長
- 女優（1956年、近代映画協会） - 松川邦次郎
- サラリーマン出世太閤記（1957年、東宝） - 佐藤教授
- 危険な英雄（1957年、東宝） - 捜査第一課長
- 生きている小平次（1957年、東宝） - 役者
- 大学の侍たち（1957年、東宝） - 北川
- ジャズ娘に栄光あれ（1958年、東宝） - スタア芸能社社長
- 大番 完結篇（1958年、東宝） - 重役
- 悪徳（1958年、日映） - 深見耕平
- 私は貝になりたい（1959年、東宝） - 西沢卓次
- 警視庁物語 一〇八号車（1959年、東映） - 金山五郎
- 野獣死すべし（1959年、東宝） - 捜査一課長
- 月光仮面 悪魔の最後（1959年、東映） - 白上博士
- 戦国群盗伝（1959年、東宝） - 管領家の使者畑山
- 第五福竜丸（1959年、近代映画協会）
- 人間の壁（1959年、山本プロ） - 熊井校長
- 特ダネ三十時間シリーズ（東映）
  - 特ダネ三十時間 拾った牝豹（1959年） - 榊原
  - 特ダネ三十時間 白昼の脅迫（1960年） - 幸田警部
  - 特ダネ三十時間 危険な恋人（1961年） - 課長
  - 特ダネ三十時間 東京租界の女（1961年） - 橋詰捜査一課長
- 拳銃を磨く男シリーズ（東映） - 吉川捜査課長
  - 拳銃を磨く男 呪われた顔（1960年）
  - 拳銃を磨く男 深夜の死角（1960年）
- にっぽんGメン 摩天楼の狼（1960年、東映） - 町田三郎
- こまどり姉妹 おけさ渡り鳥（1962年、東映） - 春田善次
- 殺人鬼の誘惑（1963年、東映） - 捜査主任
- 白い熱球（1963年、東映） - 荻原要助
- 日本侠客伝 花と龍（1969年、東映）
- 飛び出す人造人間キカイダー（1973年、東映） - 青木ヒロシの父
- 動乱（1980年、東映）

### テレビドラマ
- 村上元三アワー（NTV）
  - 三人三五郎（1956年）
  - まぼろしの塔（1957年）
- テレビ劇場 / 風流二代（1957年、NHK）
- ウロコ座（KR）
  - 第71 - 72回「忠治祭」（1957年）
  - 第95 - 96回「ひとり相撲」（1958年）
- お好み日曜座（NHK）
  - 夢介千両役者（1958年）
  - 花嫁と警笛（1959年）
  - 湖の娘（1960年）
- まりっぺ先生（1958年 - 1959年、NTV）
- 事件記者（NHK）
  - 第37話「魔」（1959年） - 北崎
  - 第45話「死刑囚」（1959年） - 井関弁護士
  - 第76話「雨」（1961年） - 大原公安三課長
  - 第88話「とがった顔」（1961年）
  - 第135話「黒い酒」（1963年）
  - 第261話「夜の影」（1965年）
- 三菱ダイヤモンド劇場 / 英語屋さん（1959年、CX）
- NECサンデー劇場（NET）
  - 兄とその妹（1960年）
  - 愉快な家族（1960年）
- 東芝土曜劇場（CX）
  - 第44回「高原の銃声」（1960年）
  - 第137回「裏側の絵」（1961年）
  - 第168回「特ダネ」（1962年）
  - 第170 - 212回「われら青春」（1962年）
- 東芝日曜劇場（TBS）
  - 第164回「夫婦の味」（1960年）
  - 第270回「冬の日」（1962年）
- 夫婦百景（NTV）
  - 第94回「永遠の妻」（1960年）
  - 第104回「菩薩女房」（1960年）
  - 第123回「好伴呂」（1960年）
  - 第133回「偽り合い」（1960年）
  - 第158回「ワンマンと弱妻」（1961年）
  - 第164回「花と夫婦」（1961年）
  - 第178回「偽装夫婦」（1961年）
  - 第180回「お試食女房」（1961年）
  - 第196回「スーダラ亭主と一等妻」（1962年）
  - 第307回「ヤドカリ夫婦」（1964年）
- 戦争 第9回「虜」（1960年、CX）
- ダイヤル110番（NTV）
  - 第150話「取り引き完了」（1960年）
  - 第232話「蒼い指輪」（1962年）
- サンヨーテレビ劇場（TBS）
  - 能面の家（1960年）
  - 妻の波紋（1960年）
- 雑草の歌 第128 - 129回「遠い峡谷」（1960年、NTV）
- 指名手配 第60-61回「偽りの果て」（1960年、NET）
- 侍 第7回「阿地川盤獄」（1960年、CX）
- テレビ指定席（NHK）
  - しあわせ（1961年）
  - 頬打ち（1961年）
  - 祝福（1962年）
  - 計算違い（1962年）
  - 心のある場所（1963年）
  - 春寒（1966年）
- シャープ火曜劇場（CX） 
  - 第1回「絶唱」（1961年）
  - 第57回「秋の太鼓」（1962年） - 中谷
  - 第70回「ハイヒール」（1962年）
- 愛の劇場 第111回「結婚予約」（1961年、NTV） - 妻の弁護士
- 講談ドラマ / 白井権八（1962年、NHK）
- 風の視線（1962年、NET）
- 松本清張シリーズ・黒の組曲（NHK）
  - 第1回「駅路」（1962年）
  - 第40回「影」（1963年） - 編集長
  - 第45回「殺意」（1963年） - 磯野部長
- ヘッドライト 第1話「湖畔の疑惑」（1962年、NTV / 東映）
- 浪曲ドラマ / 盤嶽の一生（1963年、NHK）
- 判決（NET）
  - 第69話「もう灰色じゃない」（1964年） - 清司
  - 第166話「消えない傷」（1965年）
- 風雪（NHK）
  - 歌舞伎開花（1964年）
  - 時代の勲章（1965年） - 実父
- 大河ドラマ（NHK）
  - 太閤記（1965年） - 宗巴
  - 源義経（1966年） - 平時忠
- 特別機動捜査隊（NET）
  - 第211話「焼死体」（1965年）
  - 第230話「山刃の秘密」（1966年）
  - 第361話「東京は怖い」（1968年）
  - 第398話「蜜蜂色の少女」（1969年）
  - 第427話「日本人」（1970年） - 野田
  - 第437話「恋の終着駅」（1970年）
  - 第444話「愛の巡礼」（1970年） - 竹中
  - 第464話「玄界灘の夕焼け」（1970年） - 塚本
  - 第481話「追憶の街」（1971年） - 辻村
  - 第525話「ポルノイン東京」（1971年） - 内山
  - 第532話「裏町の女」（1972年） - 杉山刑事
  - 第541話「光と影のブルース」（1972年） - 佃
  - 第556話「若い男と女の坂道」（1972年） - 工場長
  - 第575話「真実への出発」（1972年） - 木原
  - 第593話「魔性の女」（1973年） - 浅川
  - 第608話「燃える炎の女」（1973年） -古美術商・加藤
  - 第700話「復讐の追跡」（1975年） - 庄平
- 三匹の侍（CX）
  - 第4シリーズ 第12話「悪銭」（1966年） - 小料理屋の亭主
  - 第4シリーズ 第23話「死霊を斬る」（1967年） - 渡辺兵庫
- 剣 第39回「無分別は見越しの木登り」（1968年、NTV） - 下僕宅平
- 悪魔くん 第21話「化石人」（1967年、NET / 東映） - 藤波博士
- ジャイアントロボ（NET / 東映） - 安井不作
  - 第3話「宇宙植物サタンローズ」（1967年）
  - 第17話「赤富士ダムを破壊せよ」（1968年）
- 光速エスパー 第16話「月面基地応答なし」（1967年、NTV / 宣弘社） - 立花
- 昔三九郎 第15話「解決」（1968年、NTV / 三船プロ） - 庄左衛門
- プレイガール 第22話「女の戦は夜開く」（1969年、12CH）
- 銭形平次 第210話「腕白小僧」（1970年、CX） - 伊丹屋徳右ヱ門
- 大岡越前 第1部 第11話「呑舟先生はどこだ」（1970年、TBS / C.A.L） - 町医者・小田
- 火曜日の女シリーズ「人喰い」（1970年、NTV）
- 大忠臣蔵（1971年、NET） - 小山孫六
- おらんだ左近事件帖 第13話「町に出た姫君」（1971年、CX / 東宝） - 杉井宮内
- 人造人間キカイダー 第12話「残酷 魔女シルバーキャット」（1972年、NET / 東映） - 一ツ橋館長
- どっこい大作 第22話「たたき出せ!! 心の白アリ」（1973年、NET） - 小出茂造
- ロボット刑事 第18話「バドーの冷凍作戦!!」（1973年、CX / 東映） - 今井太助
- 右門捕物帖 第10話「真実」（1974年、NET / 東映）
- ご存じ金さん捕物帳 第11話「河童が泣いてる日本橋」（1974年、NET / 東映） - 五兵ヱ
- 明治の群像 海に火輪を 第7話「陸奥宗光 後編」（1976年、NHK） - 有栖川宮熾仁親王
- 御宿かわせみ 第1シリーズ 第22話「鬼女」（1981年、NHK） - 武兵衛